# Fatih Portakal
Fatih Portakal (2 de febrero de 1967, Aydın,Turquía) es un periodista y presentadora de noticias turco,conocido por sus opiniones socialdemócratas y de izquierdas. Fatih Portakal completó su educación secundaria en el instituto İzmir Atatürk y su formación universitaria en el Departamento de Administración de Empresas de la Universidad de Estambul. Fatih Portakal, que completó su máster en Australia durante un tiempo y trabajó como operador, empezó su carrera profesional en 1996 como reportero en STAR TV. También en este proceso, Fatih Portakal trabajó con su compañero İrfan Değirmenci, que era diez años más joven que él, y más tarde preparó y presentó programas en BEST FM y Kanal D. En 2010, después que el presentador y compañero de noticias matinales de FOX TV, İrfan Değirmenci, que se trasladara a Kanal D para presentar las noticias de la mañana, Fatih Portakal preparó y presentó las noticias de la mañana de FOX TV y continuó con esta tarea hasta junio de 2013.
En septiembre de 2013, después de que la presentadora de noticias nocturnas de FOX TV, Nazlı Tolga, se marchara por motivos de matrimonio, Fatih Portakal comenzó a preparar y presentar las noticias de la tarde de FOX TV esta vez. Fatih Portakal preparó y presentó las noticias de la tarde de FOX TV entre 2013-2020. Fatih Portakal actualmente reside en Esmirna con su mujer, Armağan Portakal.

## Programas de televisión presentados
- Ne Yapmalı?(Kanal D-2009),
- Fatih Portakal ile Çalar Saat(FOX TV - en 2010 -  2013),
- Fatih Portakal ile Fox Ana Haber(FOX TV- en 2013-2020),